# Terlanen
Terlanen is een dorp in de Belgische provincie Vlaams-Brabant en onderdeel van de gemeente Overijse. Het ligt vijf kilometer ten oosten van de plaats Overijse.

## Bezienswaardigheden
- De Sint-Michielskerk.
- Het Kerkhof van Overijse (Terlanen).
- De Molen van Terlanen waarvan de geschiedenis teruggaat tot in de middeleeuwen.
- Enkele bunkers van de KW-stelling, aangelegd tijdens het interbellum.

## Natuur en landschap
Terlanen ligt aan de Laan op een hoogte van 34-93 meter. De belangrijkste natuurgebieden zijn de Laanvallei en het Rodebos.

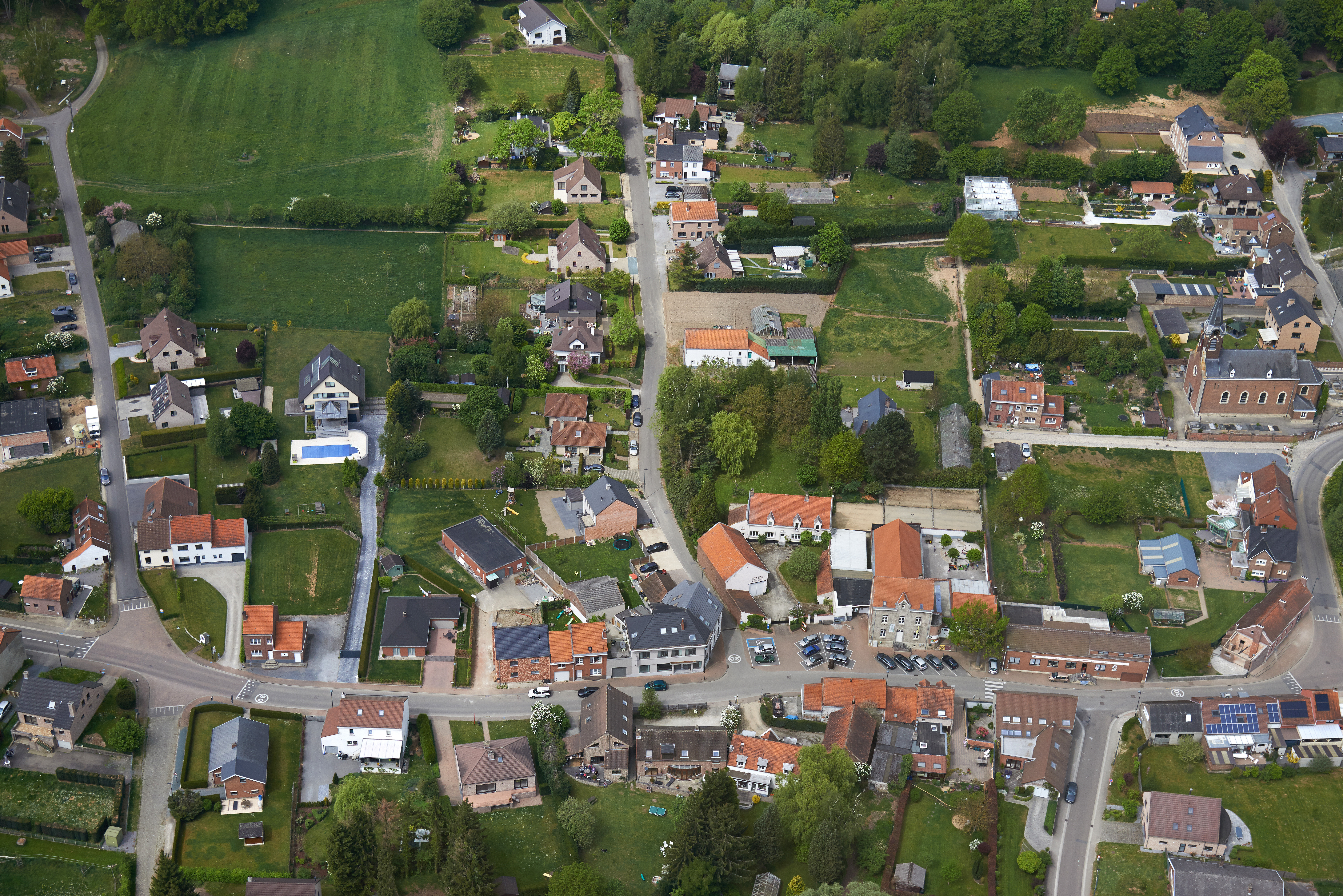
Luchtfoto van de omgeving rond het Arthur Michielsplein en de Kardinaalstraat

## Sport
- Moskesstraat: steile helling uit de Brabantse Pijl en het wereldkampioenschappen wielrennen 2021

## Evenementen
- De Kerstparade Terlanen (lokale boeren die hun tractor verlichten en door de straten rijden gedurende de kerst-periode)

## Nabijgelegen kernen
Tombeek, Overijse, Huldenberg, Sint-Agatha-Rode, Ottenburg